# Ktož jsú boží bojovníci

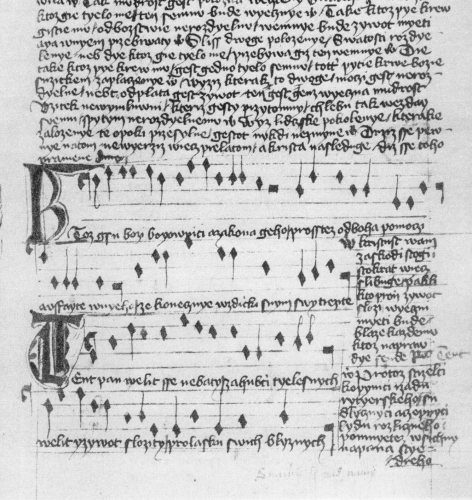
O hino "Ktož jsú boží bojovníci" registado no hinário Jistebnické.

O Ktož jsú boží bojovníci (tradução livre para português: Quem são os guerreiros de Deus) é uma canção de guerra hussita do século XV. As grafias alternativas do título em checo moderno são: "Kdož jsou Boží bojovníci" e "Kdo jsou Boží bojovníci". Foi registado pela primeira vez no hinário Jistebnice.

## História
A canção foi cantada com tanta intensidade durante as Guerras Hussitas que instilou medo em alguns exércitos inimigos, tornando-a uma arma por si só. Acredita-se que uma das Cruzadas Imperiais tenha fugido do campo de batalha antes da batalha em si, depois de ouvir os hussitas cantando seu hino. O hino era conduzido por um sacerdote hussita, carregando um machado cerimonial.
No início da guerra de 1433 entre os Cavaleiros Polacos e Teutónicos da Prússia, os hussitas assinaram uma aliança contra os alemães em julho de 1433. No decorrer da guerra, eles marcharam até o mar Báltico, na cidade de Danzig. O historiador prussiano do século XIX, Heinrich von Treitschke, fez uma referência claramente indignada à tomada de terras perto do Mar Báltico pelos hussitas e "Ktož jsú boží bojovníci" com estas palavras: "cumprimentou o mar com uma selvagem canção checa sobre os guerreiros de Deus e encheram suas garrafas de água com salmoura, em sinal de que o Báltico mais uma vez obedeceu aos eslavos."
A canção foi usada por Bedřich Smetana nos seus poemas sinfónicos Tábor e "Blaník", e numa marcha checa intitulada "Slava chodsku" (Salve o país Chod!). Também foi combinada com uma canção católica cantada na época de Rei Venceslau IV de Antonín Dvořák na sua obra Husitská ouvertura. O compositor Pavel Haas usou-a como material na sua Suíte para Oboé e Piano Op. 12 (1939). Karel Husa também incorporou a melodia na sua Music for Prague 1968, assim como Karl Amadeus Hartmann no Concerto funebre (1939, rev. 1959).

## Letra original
| Original | Tradução livre |
| --- | --- |
| Ktož sú boží bojovníci a zákona jeho, prostež od Boha pomoci a úfajte v něho, že konečně vždycky s ním svítězíte.                     | Quem são os guerreiros de Deus e sua lei, só ajuda de Deus e confie nele que finalmente você sempre brilhe com ele.                                      |
| Kristusť vám za škody stojí, stokrát viec slibuje, pakli kto proň život složí, věčný mieti bude; blaze každému, ktož na pravdě sende. | Cristo vale o seu dano, promete cem vezes mais então quem daria a sua vida por ele, terá a vida eterna; bem-aventurado todo aquele que fala a verdade.   |
| Tenť pán velíť se nebáti záhubcí tělesných, velíť i život složiti pro lásku svých bližních.                                           | Esse cavalheiro no comando não tem medo destruição corporal, comandar e compor a vida pelo amor de seus semelhantes.                                     |
| Protož střelci, kopiníci řádu rytieřského, sudličníci a cepníci lidu rozličného, pomnětež všichni na pána štědrého!                   | Portanto, arqueiros, lanceiros ordem de cavalaria, ferreiros e ferreiros pessoas diferentes todos se lembrem do senhor generoso!                         |
| Nepřátel se nelekajte, na množstvie nehleďte, pána svého v srdci mějte, proň a s ním bojujte a před nepřáteli neutiekajte!            | Os inimigos não temem, não olhe para a quantidade mantenha seu senhor em seu coração por ele e lutar com ele e não fuja dos inimigos!                    |
| Dávno Čechové řiekali a příslovie měli, že podlé dobrého pána dobrá jiezda bývá.                                                      | Há muito tempo, os checos costumavam dizer e eles tinham um ditado: que de acordo com o bom senhor é um bom passeio.                                     |
| Vy pakosti a drabanti, na duše pomněte, pro lakomstvie a lúpeže životóv netraťte a na kořistech se nezastavujte!                      | Vocês, mendigos e malfeitores, esqueça as almas por avareza e roubo não desperdicem suas vidas e não pare nos despojos!                                  |
| Heslo všichni pamatujte, kteréž vám vydáno, svých hauptmanóv pozorujte, retuj druh druhého, hlediž a drž se každý šiku svého!         | Lembrem-se de todos vocês da senha que foi distribuída. Obedeçam aos seus capitães e protejam uns aos outros. Fique atento e todos mantenham a formação. |
| A s tiem vesele křikněte řkúc: Na ně, hr na ně! Bran svú rukama chutnajte, bóh pán náš, křikněte!                                     | E com isso grite alegremente - dizendo: "Para você! Tome para você!" Segure a arma em suas mãos e grite: “Deus é nosso Senhor!”                          |